# Coupe de la Ligue française de football 2013-2014
Navigation
Coupe de la Ligue 2012-2013 Coupe de la Ligue 2014-2015
La Coupe de la Ligue de football 2013-2014 est la 20e édition de la Coupe de la Ligue de football française, organisée par la LFP.
Les premiers tours préliminaires sont prévus pour se disputer en août, et la phase finale, d'octobre à avril.

## Déroulement de la compétition

### Calendrier
| Tour                        | Nom                 | Date             | Participants                 |
| Tours préliminaires (2013)  |                     |                  |                              |
| 1                           | Premier tour        | 6 / 7 août       | 22                           |
| 2                           | Deuxième tour       | 27 août          | 12 (11+18e de L1 en 2012-13) |
| 3                           | Seizièmes de finale | 29 / 30 octobre  | 20 (6+14 de L1)              |
| Phase finale (2013 et 2014) |                     |                  |                              |
| 1                           | Huitièmes de finale | 17 / 18 décembre | 16 (10+6 européens)          |
| 2                           | Quarts de finale    | 14 / 15 janvier  | 8                            |
| 3                           | Demi-finales        | 4 / 5 février    | 4                            |
| 4                           | Finale              | samedi 19 avril  | 2                            |

### Participants
| Clubs de Ligue 1 (20)              | Clubs de Ligue 2 (20) et de National (3) |
| arrivent en 8e de finale           | arrive au deuxième tour Ligue 2 (1)      |
| ---------------------------------- | ---------------------------------------- |
| Paris Saint-Germain                | AS Nancy-Lorraine                        |
| Olympique de Marseille             | arrivent au premier tour Ligue 2 (19)    |
| Olympique lyonnais                 | ES Troyes AC                             |
| OGC Nice                           | Stade brestois                           |
| AS Saint-Étienne (tenant du titre) | SM Caen                                  |
| Girondins de Bordeaux              | Angers SCO                               |
| arrivent en 16e de finale          | Le Havre AC                              |
| Lille OSC                          | Dijon FCO                                |
| FC Lorient                         | Nîmes Olympique                          |
| Montpellier HSC                    | AJ Auxerre                               |
| Toulouse FC                        | Tours FC                                 |
| Valenciennes FC                    | AC Arles-Avignon                         |
| SC Bastia                          | RC Lens                                  |
| Stade rennais FC                   | FC Istres                                |
| Stade de Reims                     | Clermont FA                              |
| FC Sochaux-Montbéliard             | Chamois Niortais FC                      |
| Évian Thonon Gaillard              | LB Châteauroux                           |
| AC Ajaccio                         | Stade lavallois                          |
| AS Monaco FC                       | US Créteil-Lusitanos                     |
| EA Guingamp                        | FC Metz                                  |
| FC Nantes                          | CA Bastia                                |
|                                    | Clubs de National (3)                    |
|                                    | GFC Ajaccio                              |
|                                    | Amiens SC                                |
|                                    | US Boulogne CO                           |

### Règlement
Chaque tour se déroule en un seul match. En cas d'égalité, une prolongation de 2 périodes de 15 minutes est disputée. Si l'égalité persiste, une séance de tirs au but départage les 2 équipes.

## Résultats

### Tours préliminaires

#### Premier tour
19 équipes de Ligue 2 (l'AS Nancy-Lorraine, dix-huitième de la saison de Ligue 1 précédente est exempté) et 3 équipes de National (Gazelec Ajaccio relégué + Amiens et Boulogne ayant le statut pro) débutent cette Coupe de la Ligue.
Ce tour est prévu le mardi 6 et le mercredi 7 août 2013. Le tirage au sort a lieu le mercredi 17 juillet à 12h00 au siège de la Ligue de football professionnel.
| Mardi 6 août 2013 | Stade brestois (L2)                | 1 - 4   | AJ Auxerre (L2)                                                          | | |
| 18h45             | Ramaré 52e Ayité 55e Lejeune 90+2e | (0 - 0) | Ntep 51e Viale 68e Aït Ben Idir 73e Haller 74e Aït Ben Idir 90+3e (pen.) | Stade Francis-Le Blé, Brest Spectateurs : 6 230 Diffuseur : France 4 Arbitrage : Sébastien Desiage | Stade Francis-Le Blé, Brest Spectateurs : 6 230 Diffuseur : France 4 Arbitrage : Sébastien Desiage |
| 18h45             | Rapport                            |         |                                                                          | Stade Francis-Le Blé, Brest Spectateurs : 6 230 Diffuseur : France 4 Arbitrage : Sébastien Desiage | Stade Francis-Le Blé, Brest Spectateurs : 6 230 Diffuseur : France 4 Arbitrage : Sébastien Desiage |

| Mardi 6 août 2013 | Tours FC (L2)                                     | 2 - 2 a.p. 4 - 3 t. a. b. | FC Istres (L2)                                       |                                                                                      |                                                                                      |
| 20h00             | Ketkeophomphone 33e (pen.) Kouakou 73e Delort 87e | (1 - 1, 2 - 2, 2 - 2)     | Le Goff 31e Assis 57e Ba 60e Leroy 67e Barrillon 75e | Stade de la Vallée du Cher, Tours Spectateurs : 3 527 Arbitrage : Christian Guillard | Stade de la Vallée du Cher, Tours Spectateurs : 3 527 Arbitrage : Christian Guillard |
| 20h00             | Rapport                                           |                           |                                                      | Stade de la Vallée du Cher, Tours Spectateurs : 3 527 Arbitrage : Christian Guillard | Stade de la Vallée du Cher, Tours Spectateurs : 3 527 Arbitrage : Christian Guillard |
| 20h00             | Chavalerin Diawara Bouhours Bergougnoux           | Tirs au but 4 - 3         | Barrillon Sainati Bocognano Leroy Boulaya            | Stade de la Vallée du Cher, Tours Spectateurs : 3 527 Arbitrage : Christian Guillard | Stade de la Vallée du Cher, Tours Spectateurs : 3 527 Arbitrage : Christian Guillard |

| Mardi 6 août 2013 | US Boulogne CO (N)                                | 1 - 1 a.p. 3 - 4 t. a. b. | US Créteil-Lusitanos (L2)                      |                                                                                         |                                                                                         |
| 20h00             | Rimane 27e Chemlal 89e Peruchi 90+2e Chemlal 115e | (0 - 0, 1 - 1, 1 - 1)     | Andriatsima 82e Diarrassouba 100e              | Stade de la Libération, Boulogne-sur-Mer Spectateurs : 1 831 Arbitrage : Olivier Husset | Stade de la Libération, Boulogne-sur-Mer Spectateurs : 1 831 Arbitrage : Olivier Husset |
| 20h00             | Rapport                                           |                           |                                                | Stade de la Libération, Boulogne-sur-Mer Spectateurs : 1 831 Arbitrage : Olivier Husset | Stade de la Libération, Boulogne-sur-Mer Spectateurs : 1 831 Arbitrage : Olivier Husset |
| 20h00             | Dumas Heloise Rimane Doumbia Peruchi              | Tirs au but 3 - 4         | Andriatsima Essombe Di Bartolomeo Da Cruz Seck | Stade de la Libération, Boulogne-sur-Mer Spectateurs : 1 831 Arbitrage : Olivier Husset | Stade de la Libération, Boulogne-sur-Mer Spectateurs : 1 831 Arbitrage : Olivier Husset |

| Mardi 6 août 2013 | Stade lavallois (L2) | 0 - 1   | Nîmes Olympique (L2) |                                                                                   |                                                                                   |
| 20h00             | Belaud 68e           | (0 - 0) | Robail 55e Nouri 72e | Stade Francis-Le-Basser, Laval Spectateurs : 4 358 Arbitrage : Jérôme Miguelgorry | Stade Francis-Le-Basser, Laval Spectateurs : 4 358 Arbitrage : Jérôme Miguelgorry |
| 20h00             | Rapport              |         |                      | Stade Francis-Le-Basser, Laval Spectateurs : 4 358 Arbitrage : Jérôme Miguelgorry | Stade Francis-Le-Basser, Laval Spectateurs : 4 358 Arbitrage : Jérôme Miguelgorry |

| Mardi 6 août 2013 | Amiens SC (N)         | 1 - 0   | LB Châteauroux (L2) |                                                                             |                                                                             |
| 20h00             | Lybohy 38e Téhoué 55e | (0 - 0) | Tainmont 25e        | Stade de la Licorne, Amiens Spectateurs : 2 540 Arbitrage : Frank Schneider | Stade de la Licorne, Amiens Spectateurs : 2 540 Arbitrage : Frank Schneider |
| 20h00             | Rapport               |         |                     | Stade de la Licorne, Amiens Spectateurs : 2 540 Arbitrage : Frank Schneider | Stade de la Licorne, Amiens Spectateurs : 2 540 Arbitrage : Frank Schneider |

| Mardi 6 août 2013 | Chamois Niortais FC (L2) | 2 - 3   | Le Havre AC (L2)                                                                                                 |                                                                                   |                                                                                   |
| 20h00             | Rocheteau 35e Martin 86e | (1 - 3) | Mahrez 4e Mesloub 20e Le Bihan 42e Le Marchand 52e Le Marchand 53e Florent Pinteaux 55e Mesloub 62e Le Bihan 66e | Stade René-Gaillard, Niort Spectateurs : 2 864 Arbitrage : Alexandre Perreau Niel | Stade René-Gaillard, Niort Spectateurs : 2 864 Arbitrage : Alexandre Perreau Niel |
| 20h00             | Rapport                  |         | | Stade René-Gaillard, Niort Spectateurs : 2 864 Arbitrage : Alexandre Perreau Niel | Stade René-Gaillard, Niort Spectateurs : 2 864 Arbitrage : Alexandre Perreau Niel |

| Mardi 6 août 2013 | SM Caen (L2)         | 2 - 0   | FC Metz (L2) |                                                                              |                                                                              |
| 20h00             | Kodjia 5e Kodjia 35e | (2 - 0) |              | Stade Michel-d'Ornano, Caen Spectateurs : 5 186 Arbitrage : Alexandre Castro | Stade Michel-d'Ornano, Caen Spectateurs : 5 186 Arbitrage : Alexandre Castro |
| 20h00             | Rapport              |         |              | Stade Michel-d'Ornano, Caen Spectateurs : 5 186 Arbitrage : Alexandre Castro | Stade Michel-d'Ornano, Caen Spectateurs : 5 186 Arbitrage : Alexandre Castro |

| Mardi 6 août 2013 | GFC Ajaccio (N)                                                             | 2 - 2 a.p. 3 - 5 t. a. b. | ES Troyes AC (L2)                                        |                                                                            |                                                                            |
| 20h00             | Filippi 40e François 79e Do 90e Colinet 99e François 109e Poggi 117e (pen.) | (0 - 0, 1 - 1, 1 - 2)     | Court 50e Cabot 78e Marcos 100e N'Sakala 111e Colin 116e | Stade Ange-Casanova, Ajaccio Spectateurs : 1 308 Arbitrage : Philippe Kalt | Stade Ange-Casanova, Ajaccio Spectateurs : 1 308 Arbitrage : Philippe Kalt |
| 20h00             | Rapport                                                                     |                           |                                                          | Stade Ange-Casanova, Ajaccio Spectateurs : 1 308 Arbitrage : Philippe Kalt | Stade Ange-Casanova, Ajaccio Spectateurs : 1 308 Arbitrage : Philippe Kalt |
| 20h00             | François Poggi Rivieyran Pablo Martinez                                     | Tirs au but 3 - 5         | Psaume Othon Carole Court Marcos                         | Stade Ange-Casanova, Ajaccio Spectateurs : 1 308 Arbitrage : Philippe Kalt | Stade Ange-Casanova, Ajaccio Spectateurs : 1 308 Arbitrage : Philippe Kalt |

| Mardi 6 août 2013 | Clermont FA (L2)                             | 3 - 0   | Dijon FCO (L2)                      |                                                                                       |                                                                                       |
| 20h00             | Diogo 26e Betsch 29e Dugimont 57e Betsch 69e | (1 - 0) | Paulle 14e Varrault 16e Gastien 42e | Stade Gabriel-Montpied, Clermont-Ferrand Spectateurs : 1 851 Arbitrage : Floris Aubin | Stade Gabriel-Montpied, Clermont-Ferrand Spectateurs : 1 851 Arbitrage : Floris Aubin |
| 20h00             | Rapport                                      |         |                                     | Stade Gabriel-Montpied, Clermont-Ferrand Spectateurs : 1 851 Arbitrage : Floris Aubin | Stade Gabriel-Montpied, Clermont-Ferrand Spectateurs : 1 851 Arbitrage : Floris Aubin |

| Mercredi 7 août 2013 | CA Bastia (L2)                           | 0 - 1   | AC Arles-Avignon (L2)                 |                                                            |                                                            |
| 20h00                | Le Mat 41e Romey 46e Marty 66e Salis 73e | (0 - 1) | Rodriguez 31e Omrani 45+3e Omrani 55e | Stade Armand-Cesari, Furiani Arbitrage : Nicolas Rainville | Stade Armand-Cesari, Furiani Arbitrage : Nicolas Rainville |
| 20h00                | Rapport                                  |         |                                       | Stade Armand-Cesari, Furiani Arbitrage : Nicolas Rainville | Stade Armand-Cesari, Furiani Arbitrage : Nicolas Rainville |

| Mercredi 7 août 2013 | Angers SCO (L2)              | 1 - 2 a.p.            | RC Lens (L2)                                                                                           |                                                                            |                                                                            |
| 20h00                | Ayari 66e (pen.) · Keita 98e | (0 - 1, 1 - 1, 1 - 1) | Valdivia 32e (pen.) Landre 59e Riou 65e Gbamin 69e Cyprien 100e Gbamin 106e Ducasse 110e Touzghar 114e | Stade Jean-Bouin, Angers Spectateurs : 6 764 Arbitrage : Bartolomeu Varela | Stade Jean-Bouin, Angers Spectateurs : 6 764 Arbitrage : Bartolomeu Varela |
| 20h00                | Rapport                      |                       | | Stade Jean-Bouin, Angers Spectateurs : 6 764 Arbitrage : Bartolomeu Varela | Stade Jean-Bouin, Angers Spectateurs : 6 764 Arbitrage : Bartolomeu Varela |

#### Deuxième tour
Les six rencontres se jouent le mardi 27 août.
Aux 11 qualifiés s'ajoute Nancy exempté au tour précédent (18e de Ligue 1, la saison précédente).
Le tirage au sort a eu lieu immédiatement après celui du premier tour, le mercredi 17 juillet au siège de la Ligue de football professionnel.
| Mardi 27 août 2013 | SM Caen (L2)          | 0 - 3   | AJ Auxerre (L2)                                                          |                                                                                                |                                                                                                |
| 18h45              | Agouazi 31e Seube 81e | (0 - 1) | Ntep 30e Ntep 57e Ramos 58e Marester 66e Coulibaly 76e Sammaritano 90+2e | Stade Michel-d'Ornano, Caen Spectateurs : 6 298 Diffuseur : France 4 Arbitrage : Benoît Millot | Stade Michel-d'Ornano, Caen Spectateurs : 6 298 Diffuseur : France 4 Arbitrage : Benoît Millot |
| 18h45              | Rapport               |         |                                                                          | Stade Michel-d'Ornano, Caen Spectateurs : 6 298 Diffuseur : France 4 Arbitrage : Benoît Millot | Stade Michel-d'Ornano, Caen Spectateurs : 6 298 Diffuseur : France 4 Arbitrage : Benoît Millot |

| Mardi 27 août 2013 | Le Havre AC (L2)      | 2 - 3 a.p.            | Amiens SC (N)                                                  |                                                                           |                                                                           |
| 20h00              | Mahrez 70e Mahrez 84e | (0 - 1, 2 - 2, 2 - 3) | Téhoué 24e Téhoué 69e Bourbier 73e Koubemba 100e L'Hostis 120e | Stade Océane, Le Havre Spectateurs : 3 817 Arbitrage : Christian Guillard | Stade Océane, Le Havre Spectateurs : 3 817 Arbitrage : Christian Guillard |
| 20h00              | Rapport               |                       |                                                                | Stade Océane, Le Havre Spectateurs : 3 817 Arbitrage : Christian Guillard | Stade Océane, Le Havre Spectateurs : 3 817 Arbitrage : Christian Guillard |

| Mardi 27 août 2013 | Clermont FA (L2)          | 0 - 1   | Tours FC (L2)                                      |                                                                                            |                                                                                            |
| 20h00              | Moulin 55e Farnolle 90+2e | (0 - 1) | Bergougnoux 5e Bergougnoux 79e Ketkeophomphone 85e | Stade Gabriel-Montpied, Clermont-Ferrand Spectateurs : 2 572 Arbitrage : Sébastien Desiage | Stade Gabriel-Montpied, Clermont-Ferrand Spectateurs : 2 572 Arbitrage : Sébastien Desiage |
| 20h00              | Rapport                   |         |                                                    | Stade Gabriel-Montpied, Clermont-Ferrand Spectateurs : 2 572 Arbitrage : Sébastien Desiage | Stade Gabriel-Montpied, Clermont-Ferrand Spectateurs : 2 572 Arbitrage : Sébastien Desiage |

| Mardi 27 août 2013 | Nîmes Olympique (L2)                               | 1 - 2   | ES Troyes AC (L2)                |                                                                          |                                                                          |
| 20h00              | Benmeziane 18e Corrèze 39e Kovačević 62e Boche 83e | (1 - 1) | Cabot 39e Camara 43e N'Diaye 80e | Stade des Costières, Nîmes Spectateurs : 3 496 Arbitrage : Olivier Thual | Stade des Costières, Nîmes Spectateurs : 3 496 Arbitrage : Olivier Thual |
| 20h00              | Rapport                                            |         |                                  | Stade des Costières, Nîmes Spectateurs : 3 496 Arbitrage : Olivier Thual | Stade des Costières, Nîmes Spectateurs : 3 496 Arbitrage : Olivier Thual |

| Mardi 27 août 2013 | RC Lens (L2)                                                                 | 3 - 4   | US Créteil-Lusitanos (L2)                                                           |                                                                            |                                                                            |
| 20h00              | Coulibaly 13e (pen.) Gbamin 54e Ducasse 79e N'Diaye 87e (pen.) Coulibaly 90e | (1 - 1) | Lesage 36e (pen.) Seck 49e Diedhiou 50e Essombé 66e Ndoye 71e Lesage 84e Lesage 89e | Stade Bollaert-Delelis, Lens Spectateurs : 17 639 Arbitrage : Saïd Ennjimi | Stade Bollaert-Delelis, Lens Spectateurs : 17 639 Arbitrage : Saïd Ennjimi |
| 20h00              | Rapport                                                                      |         |                                                                                     | Stade Bollaert-Delelis, Lens Spectateurs : 17 639 Arbitrage : Saïd Ennjimi | Stade Bollaert-Delelis, Lens Spectateurs : 17 639 Arbitrage : Saïd Ennjimi |

| Mardi 27 août 2013 | AS Nancy-Lorraine (L2)            | 1 - 0   | AC Arles-Avignon (L2)                                   |                                                                              |                                                                              |
| 20h00              | Joël Sami 64e Louis 85e Joël Sami | (0 - 0) | Mendes 49e Quintin 52e Plessis 54e Savanier 74e N'Diaye | Stade Marcel-Picot, Tomblaine Spectateurs : 11 651 Arbitrage : Mikaël Lesage | Stade Marcel-Picot, Tomblaine Spectateurs : 11 651 Arbitrage : Mikaël Lesage |
| 20h00              | Rapport                           |         |                                                         | Stade Marcel-Picot, Tomblaine Spectateurs : 11 651 Arbitrage : Mikaël Lesage | Stade Marcel-Picot, Tomblaine Spectateurs : 11 651 Arbitrage : Mikaël Lesage |

### Phase finale

#### Seizièmes de finale
Les 10 rencontres sont prévues les mardi 29 et mercredi 30 octobre 2013. Les six vainqueurs du deuxième tour sont rejoints par les 14 équipes de Ligue 1 qui ne participent à aucune Coupe d'Europe.
| Mardi 29 octobre 2013 | SC Bastia (L1)       | 1 - 0   | AC Ajaccio (L1) | | |
| 18h00                 | Ilan 7e · Krasić 38e | (1 - 0) |                 | Stade Francis-Turcan, Martigues Spectateurs : Match à huis clos Diffuseur : France 3 Via Stella Arbitrage : Amaury Delerue | Stade Francis-Turcan, Martigues Spectateurs : Match à huis clos Diffuseur : France 3 Via Stella Arbitrage : Amaury Delerue |
| 18h00                 | Rapport              |         |                 | Stade Francis-Turcan, Martigues Spectateurs : Match à huis clos Diffuseur : France 3 Via Stella Arbitrage : Amaury Delerue | Stade Francis-Turcan, Martigues Spectateurs : Match à huis clos Diffuseur : France 3 Via Stella Arbitrage : Amaury Delerue |

| Mardi 29 octobre 2013 | Lille OSC (L1) | 0 - 1 a.p.              | AJ Auxerre (L2)                                                        |                                                                                       |                                                                                       |
| 20h00                 |                | (0 - 0 , 0 - 0 , 0 - 0) | Segbefia 41e · Ntep 61e · Aït Ben Idir 76e · Haller 113e · Ngando 118e | Stade Pierre-Mauroy, Villeneuve-d'Ascq Spectateurs : 15 868 Arbitrage : Benoît Millot | Stade Pierre-Mauroy, Villeneuve-d'Ascq Spectateurs : 15 868 Arbitrage : Benoît Millot |
| 20h00                 | Rapport        |                         |                                                                        | Stade Pierre-Mauroy, Villeneuve-d'Ascq Spectateurs : 15 868 Arbitrage : Benoît Millot | Stade Pierre-Mauroy, Villeneuve-d'Ascq Spectateurs : 15 868 Arbitrage : Benoît Millot |

| Mardi 29 octobre 2013 | Stade rennais FC (L1)                    | 2 - 1 a.p               | AS Nancy-Lorraine (L2)                  |                                                                                     |                                                                                     |
| 20h00                 | Hunou 42e · Romero 44e · Hountondji 102e | (1 - 0 , 1 - 1 , 2 - 1) | Bellugou 35e · Zitte 57e · Walter 90+2e | Stade de la route de Lorient, Rennes Spectateurs : 11 023 Arbitrage : Olivier Thual | Stade de la route de Lorient, Rennes Spectateurs : 11 023 Arbitrage : Olivier Thual |
| 20h00                 | Rapport                                  |                         |                                         | Stade de la route de Lorient, Rennes Spectateurs : 11 023 Arbitrage : Olivier Thual | Stade de la route de Lorient, Rennes Spectateurs : 11 023 Arbitrage : Olivier Thual |

| Mardi 29 octobre 2013 | Valenciennes FC (L1)              | 1 - 3   | ES Troyes AC (L2)                    |                                                                               |                                                                               |
| 20h00                 | Dossevi 47e · Saez 56e · Ciss 84e | (0 - 2) | Court 4e · Gimbert 31e · Gimbert 57e | Stade du Hainaut, Valenciennes Spectateurs : 7 229 Arbitrage : Benoît Bastien | Stade du Hainaut, Valenciennes Spectateurs : 7 229 Arbitrage : Benoît Bastien |
| 20h00                 | Rapport                           |         |                                      | Stade du Hainaut, Valenciennes Spectateurs : 7 229 Arbitrage : Benoît Bastien | Stade du Hainaut, Valenciennes Spectateurs : 7 229 Arbitrage : Benoît Bastien |

| Mardi 29 octobre 2013 | US Créteil-Lusitanos (L2) | 1 - 3   | Toulouse FC (L1)                                           |                                                                                            |                                                                                            |
| 20h00                 | Belvito 31e · Ndoye 77e   | (1 - 0) | Aguilar 51e · Ben Basat 64e · Trejo 79e · Ben Yedder 90+1e | Stade Dominique-Duvauchelle, Créteil Spectateurs : 3 554 Arbitrage : Jean-Charles Cailleux | Stade Dominique-Duvauchelle, Créteil Spectateurs : 3 554 Arbitrage : Jean-Charles Cailleux |
| 20h00                 | Rapport                   |         |                                                            | Stade Dominique-Duvauchelle, Créteil Spectateurs : 3 554 Arbitrage : Jean-Charles Cailleux | Stade Dominique-Duvauchelle, Créteil Spectateurs : 3 554 Arbitrage : Jean-Charles Cailleux |

| Mardi 29 octobre 2013 | Tours FC (L2)                                 | 3 - 1   | Amiens SC (N)                                        |                                                                                     |                                                                                     |
| 20h00                 | Adnane 13e · Bergougnoux 68e · Chavalerin 89e | (1 - 0) | Burel 44e · Téhoué 69e · Seguin 82e (csc) · Paul 83e | Stade de la Vallée du Cher, Tours Spectateurs : 6 869 Arbitrage : Sébastien Moreira | Stade de la Vallée du Cher, Tours Spectateurs : 6 869 Arbitrage : Sébastien Moreira |
| 20h00                 | Rapport                                       |         |                                                      | Stade de la Vallée du Cher, Tours Spectateurs : 6 869 Arbitrage : Sébastien Moreira | Stade de la Vallée du Cher, Tours Spectateurs : 6 869 Arbitrage : Sébastien Moreira |

| Mardi 29 octobre 2013 | FC Nantes (L1)           | 2 - 0   | FC Lorient (L1) |                                                                                                   |                                                                                                   |
| 20h55                 | Bedoya 73e · Nkoudou 90e | (0 - 0) | Azouni 61e      | Stade de la Beaujoire, Nantes Spectateurs : 22 127 Diffuseur : France 4 Arbitrage : Philippe Kalt | Stade de la Beaujoire, Nantes Spectateurs : 22 127 Diffuseur : France 4 Arbitrage : Philippe Kalt |
| 20h55                 | Rapport                  |         |                 | Stade de la Beaujoire, Nantes Spectateurs : 22 127 Diffuseur : France 4 Arbitrage : Philippe Kalt | Stade de la Beaujoire, Nantes Spectateurs : 22 127 Diffuseur : France 4 Arbitrage : Philippe Kalt |

| Mercredi 30 octobre 2013 | EA Guingamp (L1)                                                | 1 - 2   | Évian Thonon Gaillard (L1)              |                                                                                                 |                                                                                                 |
| 18h00                    | Yatabaré 25e · Sorbon 78e · Lévêque 84e · Martins Pereira 90+3e | (1 - 0) | Sougou 56e · Cambon 68e · Bertoglio 70e | Stade de Roudourou, Guingamp Spectateurs : 9 285 Diffuseur : France 4 Arbitrage : Mikaël Lesage | Stade de Roudourou, Guingamp Spectateurs : 9 285 Diffuseur : France 4 Arbitrage : Mikaël Lesage |
| 18h00                    | Rapport                                                         |         |                                         | Stade de Roudourou, Guingamp Spectateurs : 9 285 Diffuseur : France 4 Arbitrage : Mikaël Lesage | Stade de Roudourou, Guingamp Spectateurs : 9 285 Diffuseur : France 4 Arbitrage : Mikaël Lesage |

| Mercredi 30 octobre 2013 | FC Sochaux-Montbéliard (L1)                         | 3 - 2 a.p             | Montpellier HSC (L1)                                                               |                                                                                 |                                                                                 |
| 20h00                    | Prcić 38e · Zouma 67e · Corchia 115e · Contout 119e | (1 - 0, 1 - 1, 1 - 1) | Martin 48e (pen.) · Martin 90+1e · Martin 103e · El Kaoutari 116e · Stambouli 120e | Stade Auguste-Bonal, Montbéliard Spectateurs : 9 077 Arbitrage : Clément Turpin | Stade Auguste-Bonal, Montbéliard Spectateurs : 9 077 Arbitrage : Clément Turpin |
| 20h00                    | Rapport                                             |                       |                                                                                    | Stade Auguste-Bonal, Montbéliard Spectateurs : 9 077 Arbitrage : Clément Turpin | Stade Auguste-Bonal, Montbéliard Spectateurs : 9 077 Arbitrage : Clément Turpin |

| Mercredi 30 octobre 2013 | Stade de Reims (L1) | 1 - 0   | AS Monaco FC (L1)                         | | |
| 20h55                    | Devaux 34e · Ca 38e | (1 - 0) | Kondogbia 25e · Ocampos 38e · Fabinho 71e | Stade Auguste-Delaune, Reims Spectateurs : 16 731 Diffuseur : France 3 Arbitrage : Bartolomeu Varela | Stade Auguste-Delaune, Reims Spectateurs : 16 731 Diffuseur : France 3 Arbitrage : Bartolomeu Varela |
| 20h55                    | Rapport             |         |                                           | Stade Auguste-Delaune, Reims Spectateurs : 16 731 Diffuseur : France 3 Arbitrage : Bartolomeu Varela | Stade Auguste-Delaune, Reims Spectateurs : 16 731 Diffuseur : France 3 Arbitrage : Bartolomeu Varela |

#### Huitièmes de finale
Les huitièmes de finale se déroulent les mardi 17 et mercredi 18 décembre 2013. Ce tour signifie l'arrivée des six clubs « européens ». Les quatre premiers de la saison de Ligue 1 2012-2013 (le Paris Saint-Germain, l'Olympique de Marseille, l’Olympique lyonnais et l'OGC Nice) ont le statut de tête de série : ils ne peuvent s'affronter.
| Mardi 17 décembre 2013 | FC Nantes (L1)               | 1 - 0   | AJ Auxerre (L2) | | |
| 20h55                  | Aristeguieta 74e · Deaux 80e | (0 - 0) |                 | Stade de la Beaujoire, Nantes Spectateurs : 13 151 Diffuseur : France 4 Arbitrage : Amaury Delerue | Stade de la Beaujoire, Nantes Spectateurs : 13 151 Diffuseur : France 4 Arbitrage : Amaury Delerue |
| 20h55                  | Rapport                      |         |                 | Stade de la Beaujoire, Nantes Spectateurs : 13 151 Diffuseur : France 4 Arbitrage : Amaury Delerue | Stade de la Beaujoire, Nantes Spectateurs : 13 151 Diffuseur : France 4 Arbitrage : Amaury Delerue |

| Mercredi 18 décembre 2013 | Olympique lyonnais (L1)                                | 3 - 2   | Stade de Reims (L1)                                                    |                                                                                           |                                                                                           |
| 17h00                     | Gomis 58e · Lacazette 60e · Zeffane 73e · Gourcuff 81e | (0 - 0) | 64e Oniangué · 30e Albæk · 48e Oniangué · 59e Mandi · 87e (pen.) Ayité | Stade de Gerland, Lyon Spectateurs : 21 654 Diffuseur : France 2 Arbitrage : Saïd Ennjimi | Stade de Gerland, Lyon Spectateurs : 21 654 Diffuseur : France 2 Arbitrage : Saïd Ennjimi |
| 17h00                     | Rapport                                                |         |                                                                        | Stade de Gerland, Lyon Spectateurs : 21 654 Diffuseur : France 2 Arbitrage : Saïd Ennjimi | Stade de Gerland, Lyon Spectateurs : 21 654 Diffuseur : France 2 Arbitrage : Saïd Ennjimi |

| Mercredi 18 décembre 2013 | OGC Nice (L1)                            | 3 - 0   | FC Sochaux-Montbéliard (L1) |                                                                                           |                                                                                           |
| 18h45                     | Pejčinović 14e · Genevois 31e · Pied 34e | (3 - 0) |                             | Allianz Riviera, Nice Spectateurs : 15 500 Diffuseur : France 4 Arbitrage : Philippe Kalt | Allianz Riviera, Nice Spectateurs : 15 500 Diffuseur : France 4 Arbitrage : Philippe Kalt |
| 18h45                     | Rapport                                  |         |                             | Allianz Riviera, Nice Spectateurs : 15 500 Diffuseur : France 4 Arbitrage : Philippe Kalt | Allianz Riviera, Nice Spectateurs : 15 500 Diffuseur : France 4 Arbitrage : Philippe Kalt |

| Mercredi 18 décembre 2013 | Paris Saint-Germain (L1)              | 2 - 1 a.p             | AS Saint-Etienne (L1)              |                                                                                               |                                                                                               |
| 20h55                     | Cavani 24e · Cavani 32e · Cavani 117e | (1 - 0, 1 - 1, 1 - 1) | 68e Perrin · 78e Erding · 96e Sall | Parc des Princes, Paris Spectateurs : 45 608 Diffuseur : France 3 Arbitrage : Laurent Duhamel | Parc des Princes, Paris Spectateurs : 45 608 Diffuseur : France 3 Arbitrage : Laurent Duhamel |
| 20h55                     | Rapport                               |                       |                                    | Parc des Princes, Paris Spectateurs : 45 608 Diffuseur : France 3 Arbitrage : Laurent Duhamel | Parc des Princes, Paris Spectateurs : 45 608 Diffuseur : France 3 Arbitrage : Laurent Duhamel |

| Mercredi 18 décembre 2013 | Olympique de Marseille (L1)   | 2 - 1   | Toulouse FC (L1)        |                                                                                                  |                                                                                                  |
| 20h55                     | Mendy 13e · Gignac 29e (pen.) | (2 - 1) | 42e Spajić · 57e Aurier | Stade Vélodrome, Marseille Spectateurs : 35 621 Diffuseur : France 3 Arbitrage : Lionel Jaffredo | Stade Vélodrome, Marseille Spectateurs : 35 621 Diffuseur : France 3 Arbitrage : Lionel Jaffredo |
| 20h55                     | Rapport                       |         |                         | Stade Vélodrome, Marseille Spectateurs : 35 621 Diffuseur : France 3 Arbitrage : Lionel Jaffredo | Stade Vélodrome, Marseille Spectateurs : 35 621 Diffuseur : France 3 Arbitrage : Lionel Jaffredo |

| Mercredi 18 décembre 2013 | Stade rennais FC (L1)                     | 1 - 2   | Girondins de Bordeaux (L1)                        | | |
| 20h55                     | Doucouré 52e · Romero 80e · N'Diaye 90+1e | (0 - 0) | 50e Henrique · 61e Henrique · 90+1e (pen.) Jussiê | Stade de la route de Lorient, Rennes Spectateurs : 18 714 Diffuseur : France 3 Arbitrage : Tony Chapron | Stade de la route de Lorient, Rennes Spectateurs : 18 714 Diffuseur : France 3 Arbitrage : Tony Chapron |
| 20h55                     | Rapport                                   |         |                                                   | Stade de la route de Lorient, Rennes Spectateurs : 18 714 Diffuseur : France 3 Arbitrage : Tony Chapron | Stade de la route de Lorient, Rennes Spectateurs : 18 714 Diffuseur : France 3 Arbitrage : Tony Chapron |

| Mercredi 18 décembre 2013 | Évian Thonon Gaillard (L1)                   | 2 - 1   | SC Bastia (L1)                                | | |
| 20h55                     | Wass 6e · Wass 62e · Wass 67e · Sougou 90+2e | (0 - 1) | 10e Leca · 31e Ilan · 85e Achilli · 89e Cioni | Parc des Sports d'Annecy, Annecy Spectateurs : 4 053 Diffuseur : France 3 Arbitrage : Benoît Millot | Parc des Sports d'Annecy, Annecy Spectateurs : 4 053 Diffuseur : France 3 Arbitrage : Benoît Millot |
| 20h55                     | Rapport                                      |         |                                               | Parc des Sports d'Annecy, Annecy Spectateurs : 4 053 Diffuseur : France 3 Arbitrage : Benoît Millot | Parc des Sports d'Annecy, Annecy Spectateurs : 4 053 Diffuseur : France 3 Arbitrage : Benoît Millot |

| Mercredi 18 décembre 2013 | ESTAC Troyes (L2)                                           | 3 - 2   | Tours FC (L2)                                            |                                                                                             |                                                                                             |
| 20h55                     | Court 6e · Court 23e · N'Diaye 31e · Thiago 71e · Nivet 90e | (2 - 2) | 5e Bergougnoux · 16e Diawara · 45e Adnane · 59e Guihoata | Stade de l'Aube, Troyes Spectateurs : 4 141 Diffuseur : France 3 Arbitrage : Benoît Bastien | Stade de l'Aube, Troyes Spectateurs : 4 141 Diffuseur : France 3 Arbitrage : Benoît Bastien |
| 20h55                     | Rapport                                                     |         |                                                          | Stade de l'Aube, Troyes Spectateurs : 4 141 Diffuseur : France 3 Arbitrage : Benoît Bastien | Stade de l'Aube, Troyes Spectateurs : 4 141 Diffuseur : France 3 Arbitrage : Benoît Bastien |

#### Quarts de finale
Les quarts de finale se déroulent les mardi 14 et mercredi 15 janvier 2014. Le tirage au sort pour les demi-finales est intégral et réalisé par Sidney Govou après la rencontre entre l'Olympique lyonnais et l'Olympique de Marseille au stade de Gerland.
| Mardi 14 janvier 2014 | Girondins de Bordeaux (L1)       | 1 - 3   | Paris Saint-Germain (L1)                              | | |
| 21h00                 | Poko 48e · Traoré 59e · Poko 80e | (0 - 1) | 45e Pastore · 64e Verratti · 85e Rabiot · 88e Matuidi | Stade Jacques-Chaban-Delmas, Bordeaux Spectateurs : 29 250 Diffuseur : France 2 Arbitrage : Ruddy Buquet | Stade Jacques-Chaban-Delmas, Bordeaux Spectateurs : 29 250 Diffuseur : France 2 Arbitrage : Ruddy Buquet |
| 21h00                 | Rapport                          |         |                                                       | Stade Jacques-Chaban-Delmas, Bordeaux Spectateurs : 29 250 Diffuseur : France 2 Arbitrage : Ruddy Buquet | Stade Jacques-Chaban-Delmas, Bordeaux Spectateurs : 29 250 Diffuseur : France 2 Arbitrage : Ruddy Buquet |

| Mercredi 15 janvier 2014 | FC Nantes (L1)                                                                  | 4 - 3   | OGC Nice (L1)                                                                  |                                                                                                  |                                                                                                  |
| 18h45                    | Vizcarrondo 15e · Djordjevic 48e · Djordjevic 52e · Vizcarrondo 77e · Gakpé 87e | (0 - 1) | 17e Digard · 18e Amavi · 45e Kolodziejczak · 72e Kolodziejczak · 85e Cvitanich | Stade de la Beaujoire, Nantes Spectateurs : 11 861 Diffuseur : France 4 Arbitrage : Tony Chapron | Stade de la Beaujoire, Nantes Spectateurs : 11 861 Diffuseur : France 4 Arbitrage : Tony Chapron |
| 18h45                    | Rapport                                                                         |         |                                                                                | Stade de la Beaujoire, Nantes Spectateurs : 11 861 Diffuseur : France 4 Arbitrage : Tony Chapron | Stade de la Beaujoire, Nantes Spectateurs : 11 861 Diffuseur : France 4 Arbitrage : Tony Chapron |

| Mercredi 15 janvier 2014 | ESTAC Troyes (L2)                                   | 3 - 1   | Évian Thonon Gaillard (L1)               |                                                                                                |                                                                                                |
| 18h45                    | Nivet 32e · Gimbert 44e · Gimbert 48e · Cabot 90+3e | (2 - 0) | 48e Bérigaud · 69e N'Sikulu · 85e Sorlin | Stade de l'Aube, Troyes Spectateurs : 5 972 Diffuseur : France 4 Arbitrage : Bartolomeu Varela | Stade de l'Aube, Troyes Spectateurs : 5 972 Diffuseur : France 4 Arbitrage : Bartolomeu Varela |
| 18h45                    | Rapport                                             |         |                                          | Stade de l'Aube, Troyes Spectateurs : 5 972 Diffuseur : France 4 Arbitrage : Bartolomeu Varela | Stade de l'Aube, Troyes Spectateurs : 5 972 Diffuseur : France 4 Arbitrage : Bartolomeu Varela |

| Mercredi 15 janvier 2014 | Olympique lyonnais (L1)                                                             | 2 - 1 | Olympique de Marseille (L1)                                          |                                                                                             |                                                                                             |
| 20h55                    | Gourcuff 24e · Gourcuff 67e · Gomis 74e · Briand 89e · Fofana 90+1e · Biševac 90+1e | (1-0) | 27e Fanni · 39e Payet · 77e Gignac · 89e (pen.) Gignac · 90+1e Mendy | Stade de Gerland, Lyon Spectateurs : 27 338 Diffuseur : France 3 Arbitrage : Antony Gautier | Stade de Gerland, Lyon Spectateurs : 27 338 Diffuseur : France 3 Arbitrage : Antony Gautier |
| 20h55                    | Rapport                                                                             |       |                                                                      | Stade de Gerland, Lyon Spectateurs : 27 338 Diffuseur : France 3 Arbitrage : Antony Gautier | Stade de Gerland, Lyon Spectateurs : 27 338 Diffuseur : France 3 Arbitrage : Antony Gautier |

#### Demi-finales
Les demi-finales se déroulent le mardi 4 et le mercredi 5 février 2014.
| Mardi 4 février 2014 | FC Nantes (L1)              | 1 - 2   | Paris Saint-Germain (L1)                                     | | |
| 21h00                | Cissokho 55e · Veigneau 81e | (0 - 1) | 5e Ibrahimović · 35e Lavezzi · 55e Maxwell · 90e Ibrahimović | Stade de la Beaujoire, Nantes Spectateurs : 35 714 Diffuseur : France 2 Arbitrage : Laurent Duhamel | Stade de la Beaujoire, Nantes Spectateurs : 35 714 Diffuseur : France 2 Arbitrage : Laurent Duhamel |
| 21h00                | Rapport                     |         |                                                              | Stade de la Beaujoire, Nantes Spectateurs : 35 714 Diffuseur : France 2 Arbitrage : Laurent Duhamel | Stade de la Beaujoire, Nantes Spectateurs : 35 714 Diffuseur : France 2 Arbitrage : Laurent Duhamel |

| Mercredi 5 février 2014 | Olympique lyonnais (L1)                 | 2 - 1   | ESTAC Troyes (L2)       |                                                                                              |                                                                                              |
| 20h55                   | Lacazette 16e · Gomis 27e · Zeffane 52e | (2 - 1) | 35e Thiago · 63e Thiago | Stade de Gerland, Lyon Spectateurs : 19 168 Diffuseur : France 3 Arbitrage : Lionel Jaffredo | Stade de Gerland, Lyon Spectateurs : 19 168 Diffuseur : France 3 Arbitrage : Lionel Jaffredo |
| 20h55                   | Rapport                                 |         |                         | Stade de Gerland, Lyon Spectateurs : 19 168 Diffuseur : France 3 Arbitrage : Lionel Jaffredo | Stade de Gerland, Lyon Spectateurs : 19 168 Diffuseur : France 3 Arbitrage : Lionel Jaffredo |

#### Finale
La finale se déroule le samedi 19 avril 2014.
| Samedi 19 avril 2014 | Olympique lyonnais (L1) | 1 - 2   | Paris Saint-Germain (L1)      | Stade de France, Saint-Denis                                          |                                                                       |
| 21 h 00              | Lacazette 56e           | (0 - 2) | 4e Cavani · 33e (pen.) Cavani | Spectateurs : 78 489 Diffuseur : France 2 Arbitrage : Stéphane Lannoy | Spectateurs : 78 489 Diffuseur : France 2 Arbitrage : Stéphane Lannoy |
| 21 h 00              | Rapport                 |         |                               | Spectateurs : 78 489 Diffuseur : France 2 Arbitrage : Stéphane Lannoy | Spectateurs : 78 489 Diffuseur : France 2 Arbitrage : Stéphane Lannoy |

| Lyon | Paris SG |

|                |    |                     |     |       |
|                |    |                     |     |       |
| Gardien de but | 16 | Anthony Lopes       | 32e |       |
| D              | 14 | Mouhamadou Dabo     |     | 54e   |
| D              | 5  | Milan Biševac       | 72e |       |
| D              | 23 | Samuel Umtiti       |     |       |
| D              | 3  | Henri Bedimo        |     | 90+2e |
| M              | 21 | Maxime Gonalons     |     |       |
| M              | 24 | Corentin Tolisso    |     |       |
| M              | 28 | Arnold Mvuemba      |     |       |
| M              | 17 | Steed Malbranque    |     | 68e   |
| A              | 18 | Bafétimbi Gomis     |     |       |
| A              | 10 | Alexandre Lacazette |     |       |
| Remplaçants :  |    |                     |     |       |
| Gardien de but | 30 | Mathieu Gorgelin    |     |       |
| D              | 2  | Mehdi Zeffane       |     |       |
| D              | 4  | Bakary Koné         |     | 90+2e |
| M              | 20 | Gaël Danic          |     |       |
| A              | 19 | Jimmy Briand        |     | 54e   |
| A              | 26 | Clinton N'Jie       |     |       |
| A              | 31 | Nabil Fekir         |     | 68e   |
| Entraîneur :   |    |                     |     |       |
| Rémi Garde     |    |                     |     |       |

|                |    |                   |     |       |
|                |    |                   |     |       |
| Gardien de but | 1  | Nicolas Douchez   |     |       |
| D              | 26 | Christophe Jallet |     |       |
| D              | 13 | Alex              |     |       |
| D              | 2  | Thiago Silva      |     |       |
| D              | 17 | Maxwell           |     |       |
| M              | 8  | Thiago Motta      |     |       |
| M              | 24 | Marco Verratti    | 18e | 74e   |
| M              | 14 | Blaise Matuidi    |     |       |
| A              | 29 | Lucas             |     | 90+1e |
| A              | 9  | Edinson Cavani    |     |       |
| A              | 22 | Ezequiel Lavezzi  |     | 75e   |
| Remplaçants :  |    |                   |     |       |
| Gardien de but | 30 | Salvatore Sirigu  |     |       |
| D              | 5  | Marquinhos        |     |       |
| D              | 21 | Lucas Digne       |     |       |
| M              | 4  | Yohan Cabaye      |     | 74e   |
| M              | 7  | Jérémy Ménez      |     | 90+1e |
| M              | 25 | Adrien Rabiot     |     |       |
| M              | 27 | Javier Pastore    |     | 75e   |
| Entraîneur :   |    |                   |     |       |
| Laurent Blanc  |    |                   |     |       |

| Homme du match : Edinson Cavani (Paris) Arbitres assistants : Mickaël Annonier Frédéric Cano Nicolas Rainville Bartolomeu Varela Sixième arbitre : Éric Dansault |

## Statistiques

### Nombre d'équipes par division et par tour
| Divisions / Manches               | Premier tour | Deuxième tour | Seizièmes de finale (10 rencontres) | Huitièmes de finale | Quarts de finale | Demi- finales | Finale |
| --------------------------------- | ------------ | ------------- | ----------------------------------- | ------------------- | ---------------- | ------------- | ------ |
| Ligue 1 (clubs européens) 6 clubs | non présents | non présents  | non présents                        | 6                   | 5                | 2             | 2      |
| Ligue 1 (non-européens) 14 clubs  | non présents | non présents  | 14                                  | 7                   | 2                | 1             | 0      |
| Ligue 2 20 clubs                  | 19           | 11            | 5                                   | 3                   | 1                | 1             | 0      |
| National 3 clubs                  | 3            | 1             | 1                                   | 0                   | 0                | 0             | 0      |
| Total                             | 22           | 12            | 20                                  | 16                  | 8                | 4             | 2      |

### Meilleurs buteurs

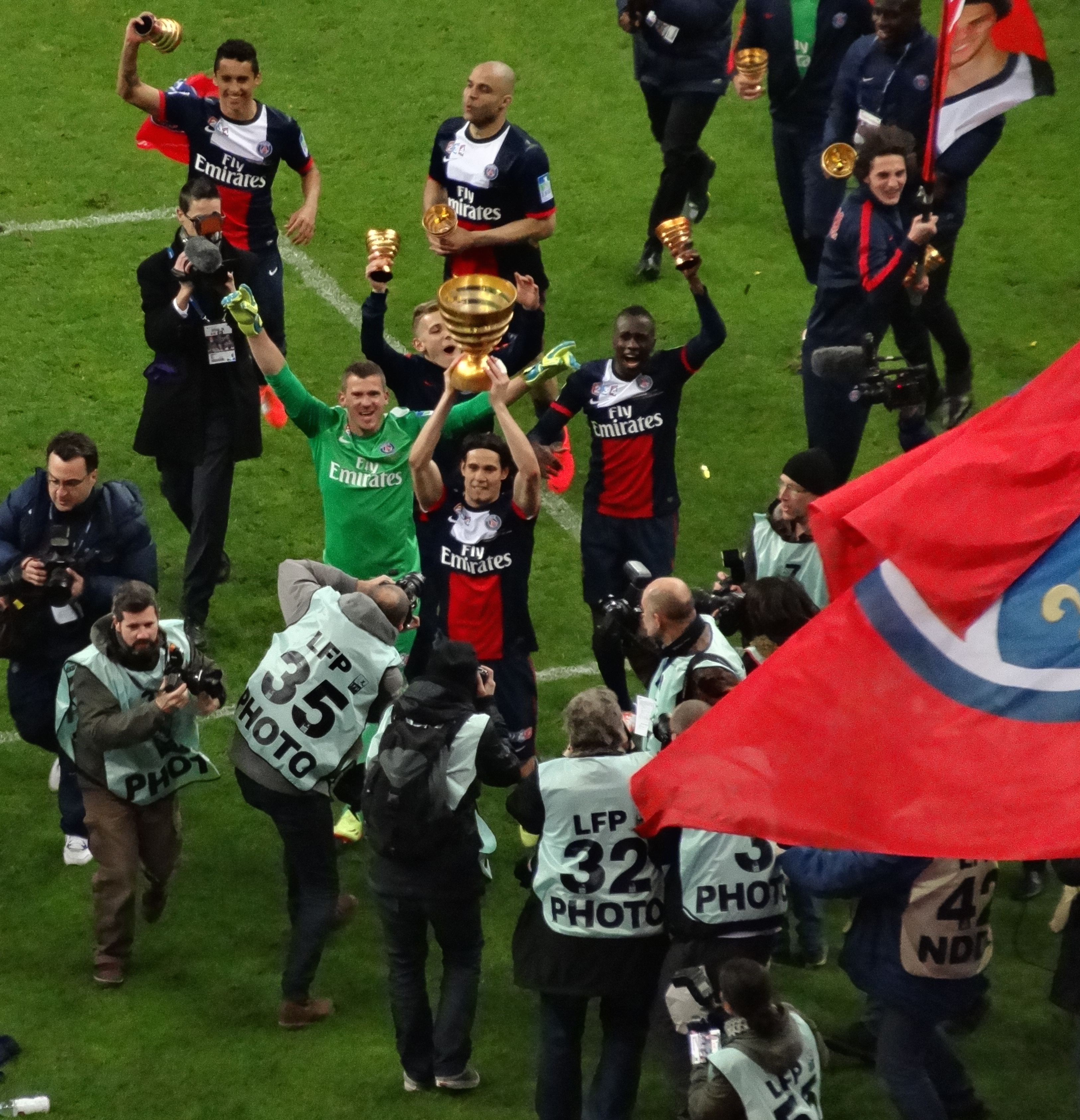
Victorieux, Cavani, porte le trophée

|   | Buteur              | Club                | Buts |
| - | ------------------- | ------------------- | ---- |
| 1 | Edinson Cavani      | Paris Saint-Germain | 4    |
| 2 | Jimmy Cabot         | ESTAC Troyes        | 3    |
| - | Alexandre Lacazette | Olympique lyonnais  | 3    |
| - | Bafétimbi Gomis     | Olympique lyonnais  | 3    |
| - | Bryan Bergougnoux   | Tours FC            | 3    |
| - | Riyad Mahrez        | Le Havre AC         | 3    |
| - | Jonathan Téhoué     | Amiens SC           | 3    |
| - | Ghislain Gimbert    | ESTAC Troyes        | 3    |
| - | Yoann Court         | ESTAC Troyes        | 3    |